# 海鳥

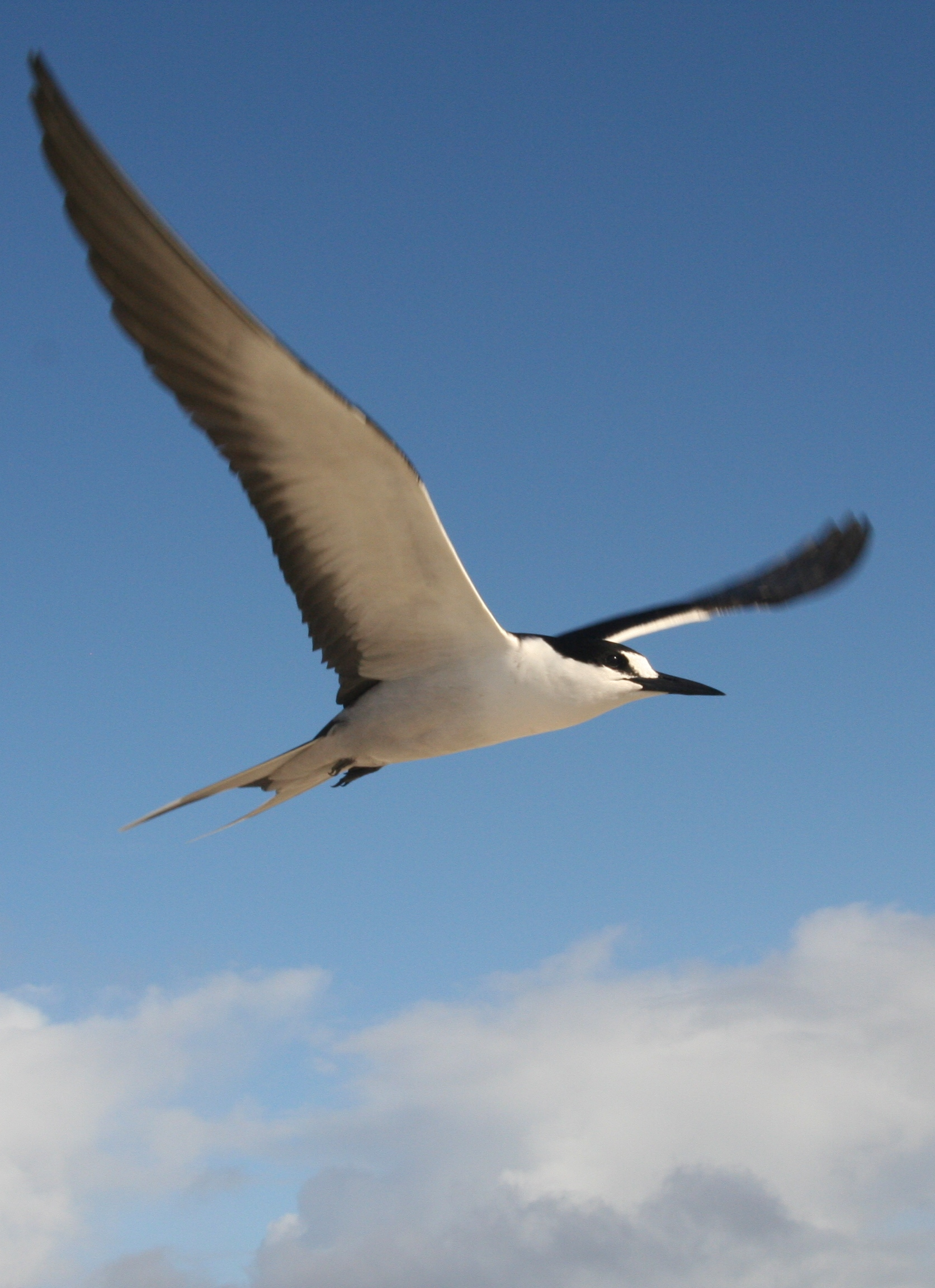
烏燕鷗，一種常於高空及海面盤旋的海鳥，其能數年遨翔於海空上，而不著陸。

海鳥是一種能夠適應海洋氣候環境的鳥類，而無論於生活習慣、生理運行等皆與其他鳥類大有不同。其有著強烈的趨同演化，因此所有海鳥的生態職位均十分類似。而海鳥最初出現於白堊紀之時，距今有近億年，但是與現代海鳥之關係並不大。若果論及現代海鳥之遠祖，則可以追溯至古近紀時，而亦已有數千萬年。
通常來說，海鳥較其他鳥類長壽、晚育，而且有著族群老年化問題。大部分種類的海鳥會聚居在一起，少則數十，多則百萬。其多會每年定時遷徙，而且所涉路途遙遠，横越赤道或環繞地球飛行等事，並不罕見。其能在海洋表面或水下覓食，然而當覓食困難時或會同類相食。不論遠洋、海岸，甚或陸空處，悉能長期飛行而無礙。部分海鳥依靠嗅覺覓食與導航，以磷蝦作為食物來源。
海鳥與人類文明有一段很長的相處歷史，海鳥也可作為大海中的指南針，引領漁民至補魚處，又或帶領航海的水手至近岸處。然而，人類破壞生態的活動，使得很多種類的海鳥都瀕臨絕種，而且問題日益嚴重，因此已經展開針對海鳥的保育工作。